# Lago de Ilopango

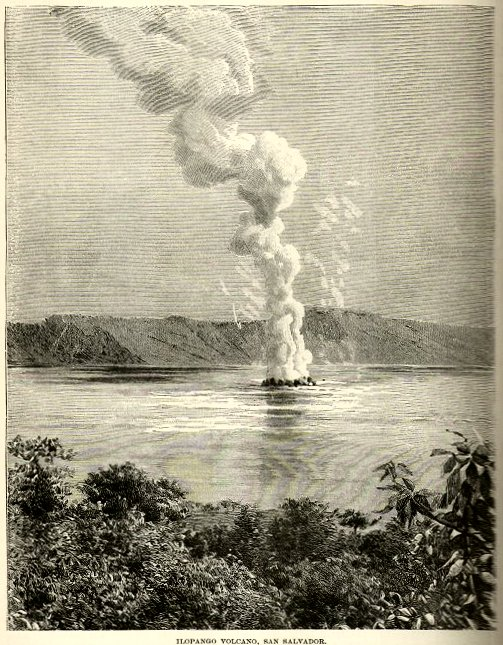
Erupción del volcán de Ilopango en 1891.

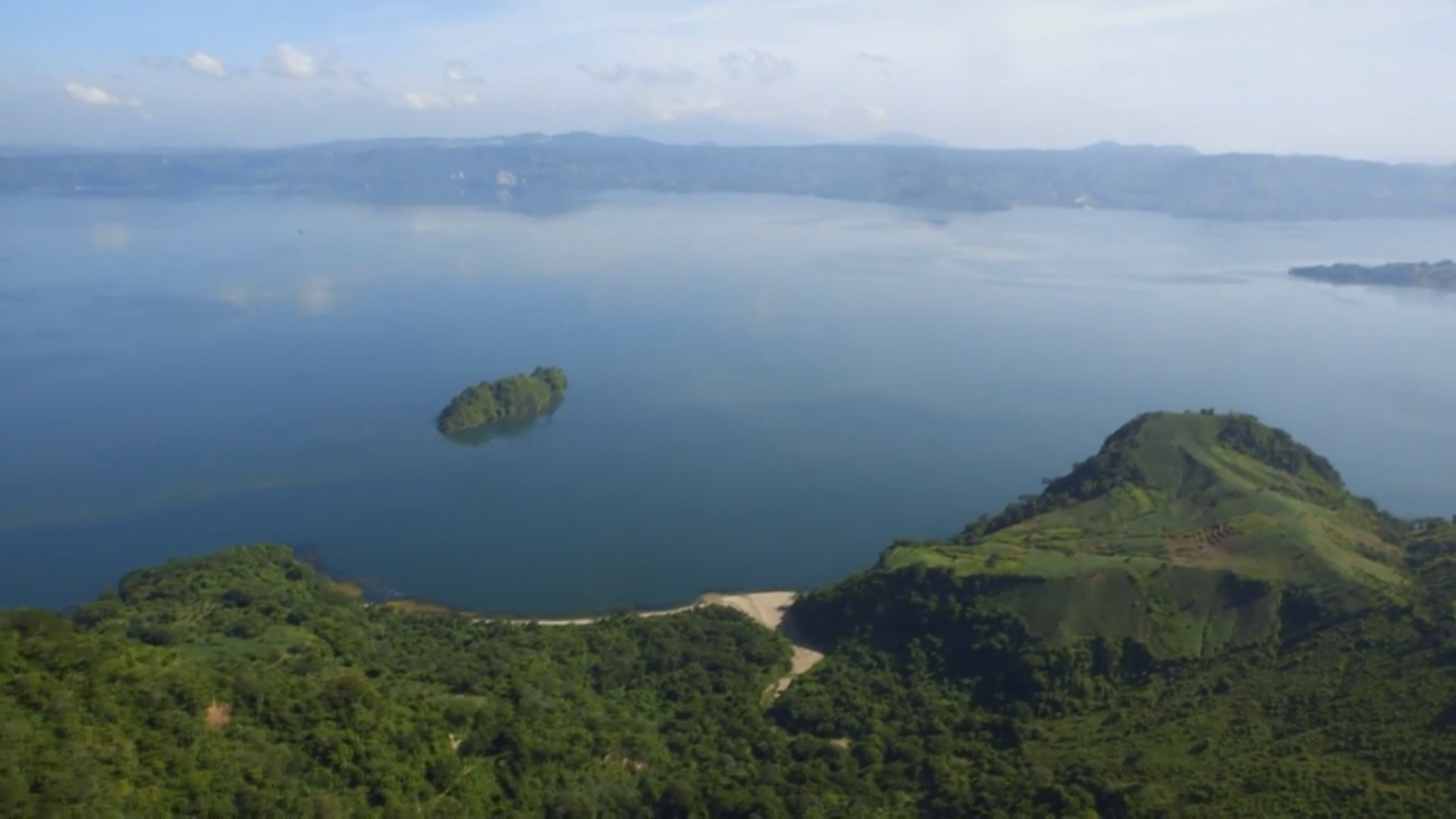
Una vista del lago de Ilopango

El lago de Ilopango es un lago de origen volcánico en El Salvador. Mide 8 x 11 km, tiene una superficie de 72 km² y una profundidad de 230 m. Se sitúa a una altitud de 440 m s. n. m. a 16 km de la ciudad San Salvador, entre los departamentos de San Salvador, Cuscatlán y La Paz. Es el lago natural más grande de El Salvador. Sus aguas, con abundante pesca de mojarras, guapotes y juilines, es propio para la navegación a vela o en embarcaciones de motor

## Historia geológica
Originalmente, en donde hoy se ubica el lago, en la época del plioceno, en lo que en la geología de nivel nacional se conoce como la formación Bálsamo, se formaría un estratovolcán; que en el pleistoceno inferior, en la formación Cuscatlán de la geología nacional, colapsaría en una serie de tres erupciones llamadas (en orden desde la más antigua) como ignimbritas de: Olocuilta, Colima, y Apopa (que ocurrieron hace aproximadamente 1.785, 1.56, y 1.34 millones de años respectivamente). Con ello, se formaría la caldera volcánica, que después de la segunda erupción iría llenándose de agua para constituir el actual lago.
Para un mejor comprensión de la evolución geológica de la caldera que subyace bajo el lago, se han agrupado las distintas erupciones registradas en el grupo Ilopango, constituida a su vez por: la formación Comalapa, con las ya mencionadas ignimbritas de Olocuilta, Colima y Apopa; la formación Altavista (desde hace aproximadamente 918 mil a hace 257 mil años antes del presente; que a nivel nacional forma parte también de la formación Cuscatlán) con las ignimbritas de Cojutepeque, Delgado, Manigua, San Juan, Cortez y Soyapango; y la formación Tierras Blancas (desde hace aproximadamente 34 mil a hace 1590 años antes del presente; que a nivel nacional hacen parte de la formación San Salvador) con las erupciones denominadas Tierra Blanca 4, Tierra Blanca 3, Tierra Blanca 2 y Tierra Blanca Joven.
Eventos eruptivos menores formaron varios domos de lava dentro del lago y cerca de su orilla; estando entre los más antiguos los domos Cerro Tepeulo (en el borde de la caldera y surgido hace aproximadamente 180 mil años), Cerro El Lomo y Loma Cinco Tiros (ambos del fondo de la caldera, y que surgieron entre aproximadamente 80 mil a 60 mil años), que forman parte de la formación Cuscatlán de la geología salvadoreña.
Una de las erupciones más potentes de la caldera sería la erupción cataclismica denominada como Tierra Blanca Joven (TBJ), ocurrida en el siglo VI  d. C., que produciría enormes flujos piroclásticos que destruyeron diferentes asentamientos mayas. Esta erupción produjo aproximadamente 25 km³ de tefra (veinte veces más que la erupción del Monte Santa Helena en 1980), y tiene un valor de 6 en el índice de explosividad volcánica;y según estudios llevados a cabo por Robert Dull, esta erupción TBJ sería aún más grande, y estaría situada en el 535 d. C., teniendo la expulsión de tefra un volumen de alrededor de 84 km³. Estos nuevos datos incluso sugerirían que esta erupción fue la causante del cambio climático en los años 535 y 536, el cual, sumado a las muertes directas y otros efectos diversos en todo el mundo, podría llegar a ser considerada como la catástrofe volcánica más grande en la historia de la humanidad.
Basándose en el estudio de los depósitos de Tefra de la TBJ, se ha podido hacer una cronología de esa erupción. Comenzaría con una explosión freática en el centro del lago; a esta etapa la siguió una erupción pliniana con depósito de piedra pómez (etapa 2). Durante la etapa 3 los depósitos muestran dos flujos piroclásticos de color amarillo, seguidos de varios depósitos de ceniza fina y lapilli con al menos dos depósitos de flujo piroclásticos (etapa 4). Esta etapa continúa con dos depósitos de flujo piroclástico. A esta etapa la sigue una lluvia de cenizas, (etapa 5). En ese momento de la erupción, la columna eruptiva se elevaba hasta una altura de 49 km. Los espesores en los depósitos varían desde un metro en las zonas altas hasta los 20-60 metros cerca de la caldera. Los bloques de piedra pómez se encuentran en la parte superior y los líticos en la base del depósito. Esta etapa fue seguida de depósitos de ignimbrita fina con lapilli, producto del colapso de la columna eruptiva con flujos piroclásticos que depositaron 15 metros cerca de la caldera y espesores de hasta 1 metro a 20 km de la fuente. Por otro lado, se calcula que 30 km³ de magma riodacítico (DRE) entraron en erupción, depositando 84 km³ de Tefra y piroclasto y dando a la erupción TBJ un índice IEV de 6.

## Sucesos históricos
A la llegada de los españoles, según lo registra la Relación de Marroquín de 1532, se encontraban alrededor del lago poblaciones pipiles como Gilopango-Tonacatepeque (el primero que es el actual Ilopango; siendo ambos mencionados juntos como que fuesen una misma entidad o altépetl), Purulapa (que después fue dividido en lo que hoy es San Pedro Perulapán, San Martín y San Bartolomé Perulapía), Tepezonte (hoy San Juan Tepezontes y San Miguel Tepezontes) y Chinuapa (extinto, mencionado como barrio de Tepezonte), cuyos habitantes originarios entre otras cosas se dedicaban a pescar las olominas del lago.
El único evento eruptivo histórico, ocurrido entre fines de 1879 y principios de 1880, produjo unos domos de lava dentro del lago, denominados como las «islas Quemadas». A la par de ello, se registró que el nivel del lago subió considerablemente, y que hubo ruinas, grandes derrumbes y agrietamientos en los caseríos y zonas inmediatas.

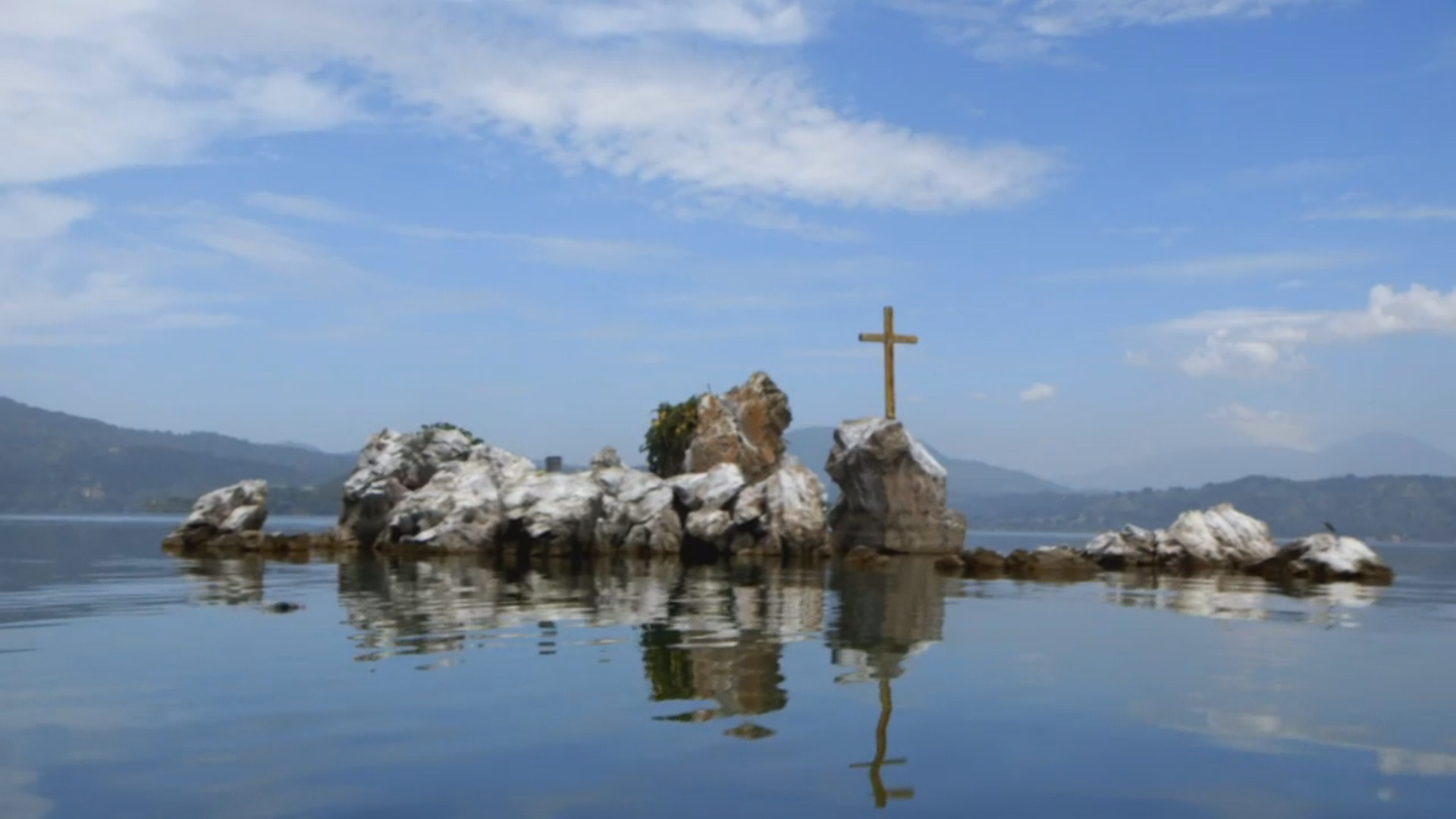
Formación de la última erupción (Isla San Cristóbal)

En este lago, el 5 de julio de 1970 el ilusionistaa Francis Fanci fue amarrado y sumergido adentro de un baúl del cual salió después de treinta segundos.  Por otro lado, en 2004 Mattew Hatfield Knight de 34 años, hijo mayor de Phil Knight, dueño de Laika y uno de los fundadores de Nike, viajó al lago de Ilopango para filmar un vídeo de recaudación de fondos para Christian Children of the World, una organización sin fines de lucro de Portland. Sin embargo, mientras buceaba con sus colegas Vincenzo Iannuzzelli y Robert McDonell en el lago Ilopango, murió de un ataque cardíaco a 46 m (150 pies) bajo el agua debido a un defecto cardíaco congénito no detectado. Knight y Travis (hermano menor de Matthew) viajaron a El Salvador para devolver el cuerpo de Matthew a Estados Unidos.  El cortometraje Moongirl de 2005 de Laika estuvo dedicado a la memoria de Matthew.

## Galería

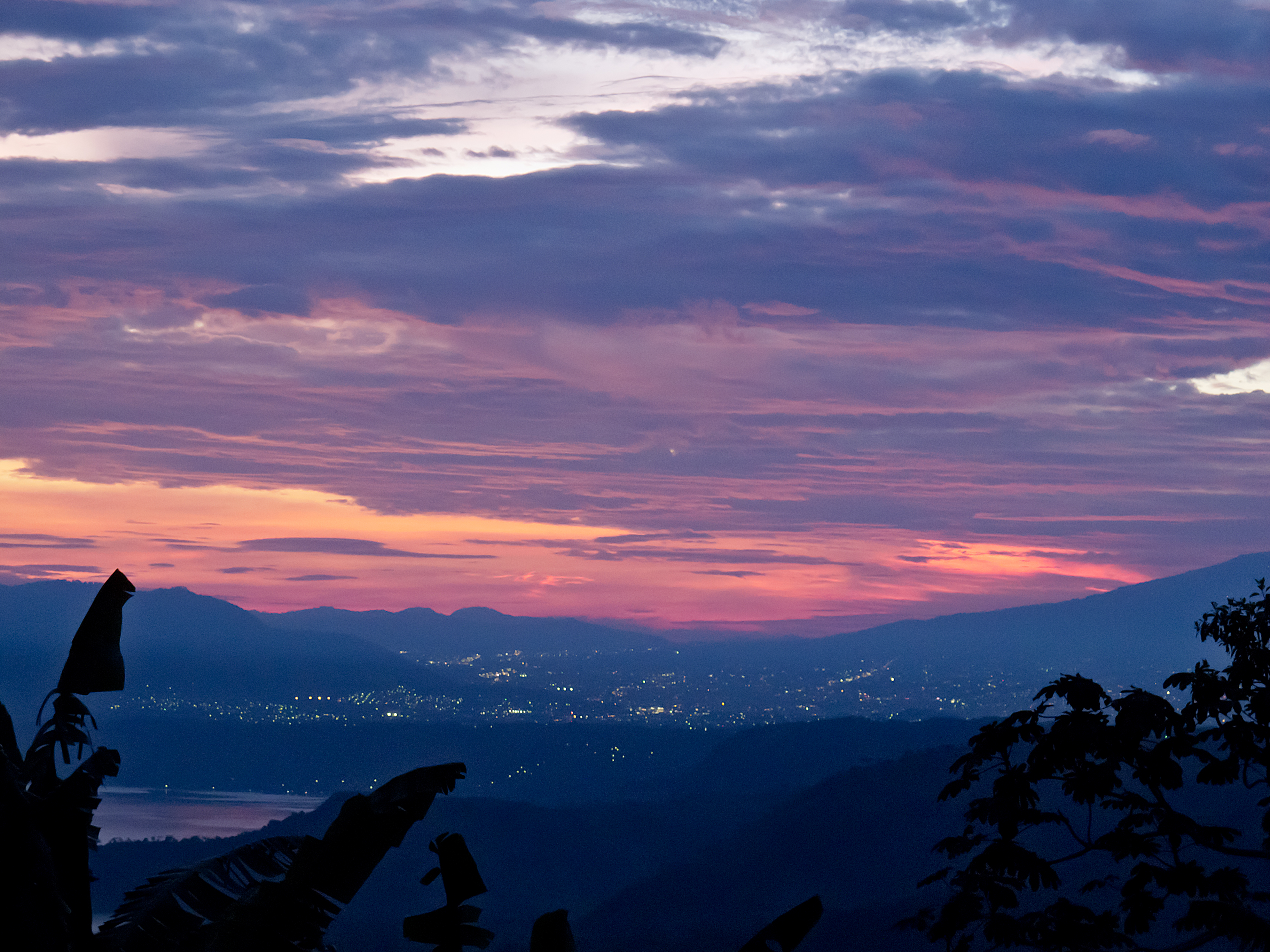
El lago de Ilopango, visto desde Cojutepeque. Se pueden ver las luces de la ciudad de Ilopango y San Salvador en la distancia.
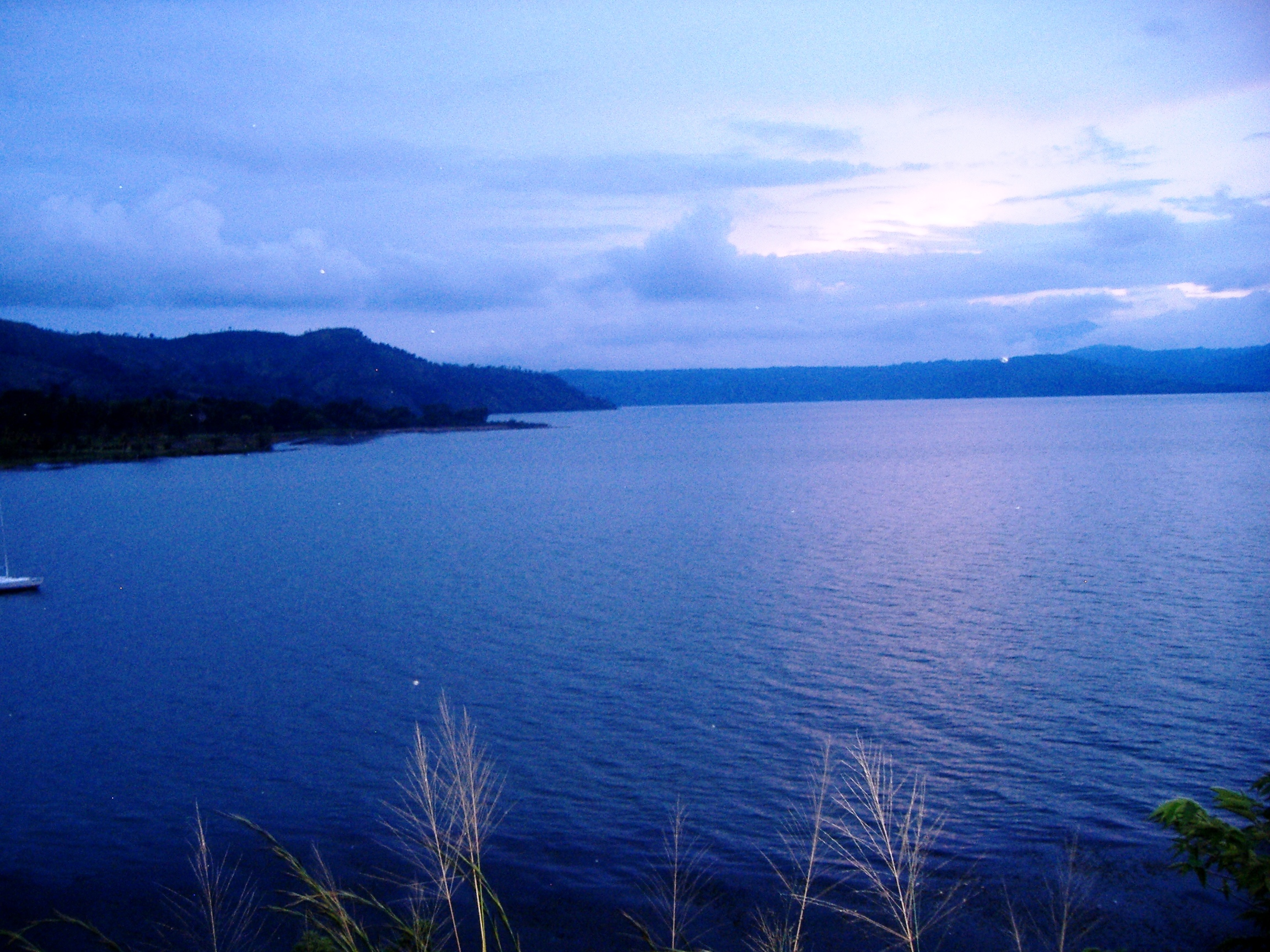
Lago de Ilopango. La belleza natural de este lago es notable.
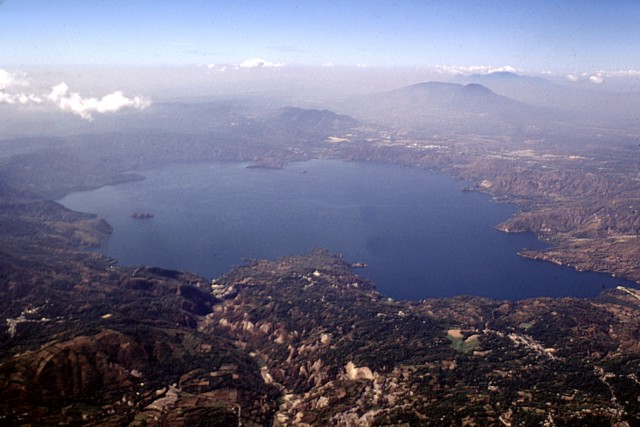
Lago de Ilopango, visto desde el este. Se puede ver San Salvador y el Volcán de San Salvador atrás del lago.
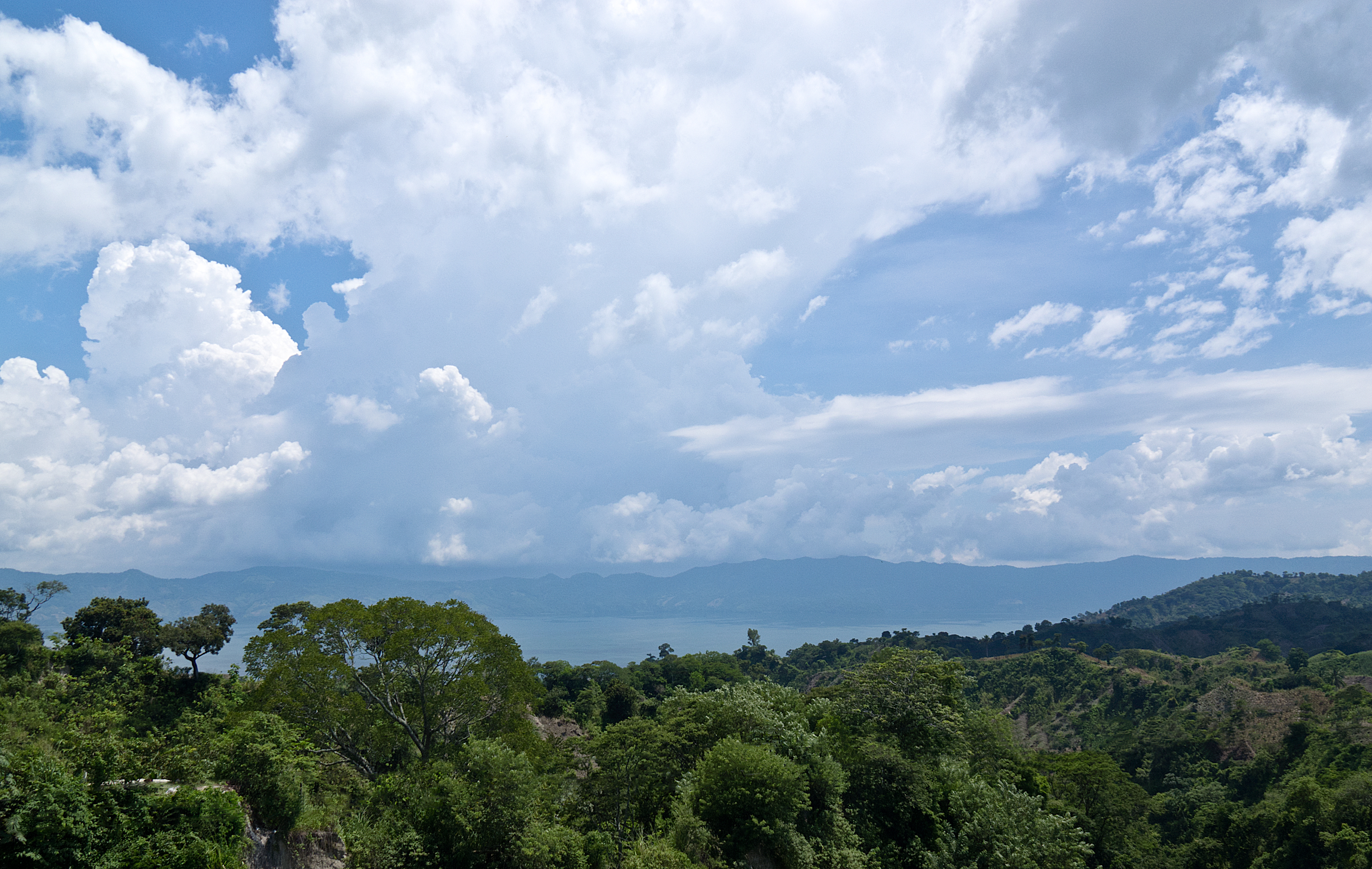
Lago, visto desde la Carretera Panamericana
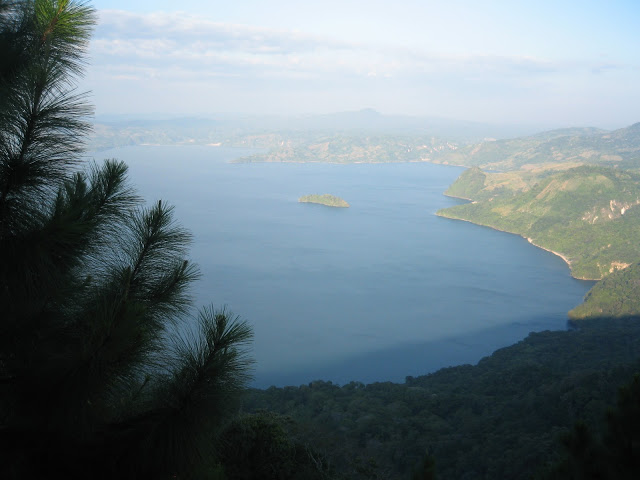
Hermosa vista panorámica